# Боб Еґґлтон
Боб Еґґлтон (англ. Bob Eggleton; нар. 13 вересня 1960) — американський художник фантастики, фентезі та жахів. Еґґлтон — дев'ятиразовий лауреат премії Г'юго як найкращий професійний художник у сфері наукової фантастики та фентезі, вперше отримавши премію в 1994 році. У 2001 році він отримав премію Г'юго за найкращу пов'язану книгу за свою художню книгу «Привіт із Землі». Він також отримав премію Чеслі за художні досягнення в 1999 році та був почесним гостем на Chicon 2000.
Його ілюстрації з'являлися в Dark Horse Comics, книгах про Ґодзіллу Random House, серії коміксів IDW про Ґодзіллу та на обкладинках журналу Famous Monsters of Filmland.
У кіно він працював концептуальним художником над фільмами «Сфера» (1997), «Хлопчик-геній Джиммі Нейтрон» (2001) і «Забіяк-мураха» (2006). Він також проілюстрував матові малюнки в короткометражному фільмі «Ідол» (2007) і був статистом у фільмі Millennium «Ґодзілла проти Мехаґодзілли» (2002).

## Стиль і тематика
Малюнки та картини Еґґлтона охоплюють широкий діапазон жанрових тем, часто зображуючи динозаврів і доісторичне життя, драконів і фантастичних істот, гігантських монстрів, таких як Ґодзілла, істоти Лавкрафта, космічні перспективи та старовинні ракетні кораблі тощо. Його погляд на космічні кораблі полягав у тому, що вони повинні виглядає органічно, і стверджував, що в дитинстві він був розчарований космічними човниками та ракетами, які виробляло NASA; вони не були схожими на те, що обіцяли художники-фантастики 1920-х і 1930-х років. Його захоплення драконами почалося з його дитячого інтересу до динозаврів, про що можна побачити в книзі «Привіт із Землі». Його картини замовляють і купують на конгресах наукової фантастики та використовують як обкладинки книг.
Еґґлтон отримав велике заохочення від свого батька у формі книг, витратних матеріалів, відвідувань музеїв космосу та аеронавтики та підтримки під час вибору кар'єри. Еґґлтон кинув художній коледж, бо відчував, що це не для нього.
Еґґлтон є шанувальником франшизи фільму Тохо про Ґодзіллу, і проілюстрував численні комікси, журнали та дитячі книжки, засновані на персонажі. Він також проілюстрував карти для колекційної карткової гри magic: The Gathering.
На його честь астероїд 13562 назвали Бобеґґлтон.